# Xenhormomyia natalensis
Xenhormomyia natalensis är en tvåvingeart som beskrevs av Ephraim Porter Felt 1920. Xenhormomyia natalensis ingår i släktet Xenhormomyia och familjen gallmyggor. Inga underarter finns listade i Catalogue of Life.